# Thalassa (satelit)
Thalassa /ta'la.sa/, cunoscut și sub numele de Neptun IV, este al doilea cel mai interior satelit al lui Neptun. Thalassa a fost numită după zeița mării Thalassa, o fiică a lui Aether și Hemera din mitologia greacă. „Thalassa” este și cuvântul grecesc pentru „mare”.

## Descoperire
Thalassa a fost descoperită cu ceva timp înainte de mijlocul lunii septembrie 1989 din imaginile realizate de sonda Voyager 2. A primit denumirea temporară S/1989 N 5. Descoperirea a fost anunțată (IAUC 4867) pe 29 septembrie 1989 și menționează „25 de cadre făcute în 11 zile”, implicând o dată de descoperire cu ceva înainte de 18 septembrie. Numele a fost dat pe 16 septembrie 1991. 

## Proprietăți fizice
Thalassa are o formă neregulată. Este probabil să fie o grămadă de moloz reacretată din fragmente din sateliții originali ai lui Neptun, care au fost distruși de perturbațiile de la Triton la scurt timp după capturarea acelui satelit pe o orbită inițială foarte excentrică. În mod neobișnuit pentru corpurile neregulate, pare a fi aproximativ în formă de disc.

## Orbită

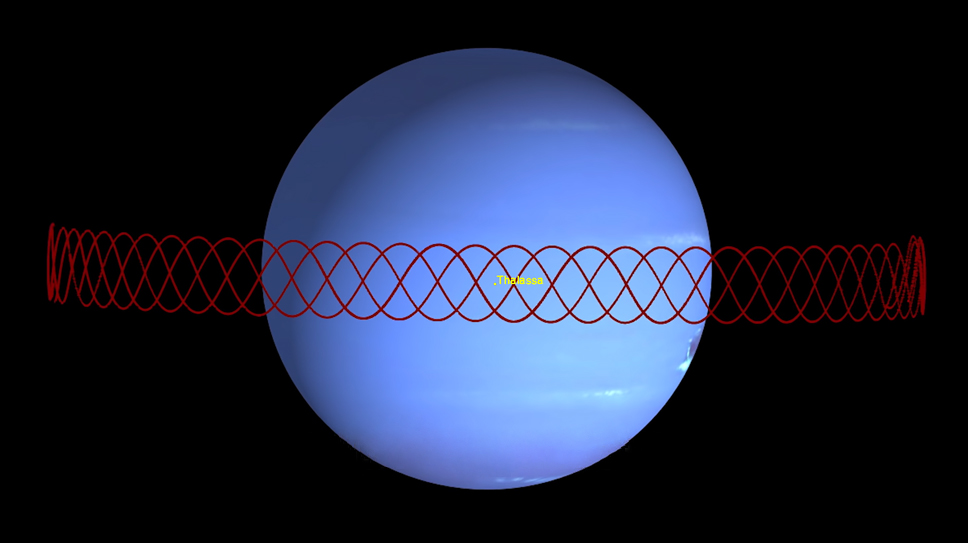
Reprezentare a mișcării orbitale a lui Naiad (roșu) într-o vedere care se rotește împreună cu Thalassa (punct galben central)

Deoarece orbita Thalassiană este sub raza orbitei sincrone a lui Neptun, ea se îndreaptă încet spre interior din cauza decelerației mareice și se poate ciocni cu atmosfera lui Neptun sau se poate destrăma într-un inel planetar la depășirea limitei sale Roche din cauza întinderii mareice. La scurt timp după aceea, resturile care se răspândesc pot afecta orbita lui Despina.

Thalassa se află în prezent într-o rezonanță orbitală de 69:73 cu cel mai interior satelit, Naiad, într-un „dans al evitării”. Pe măsură ce orbitează în jurul lui Neptun, Naiad care este mai înclinat trece succesiv de Thalassa de două ori peste și apoi de două ori dedesubt, într-un ciclu care se repetă la fiecare ~21,5 zile pământești. Cei doi sateliți se află la aproximativ 3540 km unul de celălalt când trec unul pe lângă altul. Deși razele lor orbitale diferă cu doar 1850 km, Naiad se balansează cu aproximativ 2800 km deasupra sau dedesubt planul orbital al lui Thalassa la cea mai mare apropiere. Astfel, această rezonanță, ca multe astfel de corelații orbitale, stabilizează orbitele prin maximizarea separării la conjuncție. Cu toate acestea, rolul înclinației orbitale de aproape 5° a lui Naiad în această evitare într-o situație în care excentricitățile sunt minime este neobișnuit. 